# Erling Kongshaug
Erling Asbjørn Kongshaug (Oslo, 22 marzo 1915 – Bærum, 14 settembre 1993) è stato un tiratore a segno norvegese.

## Palmarès

### Olimpiadi
- 1 medaglia:
  - 1 oro (Helsinki 1952 nella carabina 50 metri tre posizioni)